# نوویگوریفسکویه (سرزمین آلتای)
نوویگوریفسکویه (به لاتین: Novoyegoryevskoye) یک منطقهٔ مسکونی در روسیه است که در سرزمین آلتای واقع شده‌است.